# День Арафат
День Арафат (День Арафа, араб. يوم عرفة, трансліт. Yawm ‘Arafah, translit. Yawm ‘Arafah) — останній день хаджу (паломництва) до Мекки і входження паломників у долину Арафат. Відбувається 9-го числа зуль-хіджжа за мусульманським місячним календарем
9-го числа зуль-хіджжа паломники повинні зібратися в долині Арафат коло Мекки, щоб провести там цілий день до заходу сонця. Це центральний обряд хаджу, і, якщо мусульманин не проводить увесь день у долині Арафат, його паломництво вважається недійсним, навіть якщо він виконав усі інші обряди.

У День Арафат богомольці повинні прослухати хутбу (повчання), що триває 3 години, до заходу сонця, після чого біжать до мечеті Мяздаляжа, яка розташовується за 3 милі від гори Арафат, щоб прослухати там 4-й і 5-й вечірні намази, після чого богомольці можуть носити титул Хаджі.